# باولین
باولین (دلفان)، روستایی از توابع بخش کاکاوند شهرستان دلفان در استان لرستان ایران است. بارگاه امامزادگان احمد و محمود در این روستا قرار دارد. از نظر تقسیمات کشوری ، بارگاه امامزادگان احمد و محمود در استان کرمانشاه و شهرستان هرسین قرار دارد.

## جمعیت
این روستا در دهستان کاکاوند غربی قرار دارد و براساس سرشماری مرکز آمار ایران در سال ۱۳۸۵، جمعیت آن ۱۸ نفر (۴خانوار) بوده‌است.